# 2012年ロンドンオリンピックのプエルトリコ選手団
2012年ロンドンオリンピックのプエルトリコ選手団（2012ねんロンドンオリンピックのプエルトリコせんしゅだん）は、2012年7月27日から8月12日にかけてイギリスの首都ロンドンで開催された2012年ロンドンオリンピックのプエルトリコ選手団、およびその競技結果。

## 概要
今大会は銀メダル1個、銅メダル1個の合計2個のメダルを獲得した。

## メダル
| メダル | 選手名             | 競技       | 種目                     |
| ------ | ------------------ | ---------- | ------------------------ |
| 銀     | ハイメ・エスピナル | レスリング | 男子フリースタイル84kg級 |
| 銅     | ハビエル・クルソン | 陸上       | 男子400mハードル         |